# Mali Buda (1993.)
Mali Buda je dugometražni film talijanskog redatelja Bernarda Bertoluccija iz 1993., u kojem glume Chris Isaak, Bridget Fonda i Keanu Reeves kao Buda. Producirao ga je Bertoluccijev stalni partner, britanski producent Jeremy Thomas, te je označio njihov povratak na Daleki istok nakon Posljednjeg kineskog cara.

## Radnja
Tibetanski budistički svećenici iz manastira u Butanu, kojeg vodi lama Norbu (Ruocheng Ying), u potrazi su za djetetom koje je reinkarnacija velikog budističkog učitelja, lame Dorja (Geshe Tsultim Gyeltsen). Lama Norbu i njegovi svećenici vjeruju da su pronašli dijete - američkog dječaka po imenu Jesse Conrad (Alex Wiesendanger), sina arhitekta i učiteljice koji žive u Seattleu. Svećenici dolaze u grad da bi upoznali dječaka. 
Jesse je fasciniran svećenicima i njihovim načinom života, ali njegovi roditelji, Dean (Chris Isaak) i Lisa (Bridget Fonda) su oprezni, a ta opreznost se pretvara u neprijateljstvo kad Norbu najavi da bi želio povesti Jesseja sa sobom u Butan na testiranje. Dean promijeni mišljenje, međutim, jedan od njegovih bliskih prijatelja i kolega izvrši samoubojstvo zbog osobnog bankrota, te Dean odluči otputovati s Jessejem. U Nepalu susretnu još dvoje djece koji su također kandidati za reinkarniranog učitelja, dječaka Raja (Rajuh Lal) i djevojčicu Gitu (Greishma Makar Singh).
Postupno, kako film napreduje, Jessejeva majka i zatim lama Norbu pripovijedaju priču o princu Sidarti, čitajući iz knjige koju je lama Norbu poklonio Jesseju. U drevnom Nepalu, hinduski princ po imenu Siddhartha Gautama (Keanu Reeves), okrene leđa ugodnom i zaštićenom životu, te krene na put sa željom da riješi problem univerzalne patnje. Kako napreduje, uči duboke istine o prirodi života, svijesti i stvarnosti. Naposljetku se bori s Marom (demonom koji predstavlja ego), koji u više navrata pokuša skrenuti Siddhartu s puta i uništiti ga. Nakon što konačno shvati varljivu prirodu svojeg vlastitog ega, Siddhartha doživi prosvjetljenje i postane Buda.
U završnim scenama filma otkrije se da je svo troje djece reinkarnacija lame Dorja, odvojene manifestacije njegovog tijela (Raju), govora (Gita) i uma (Jesse). Održi se ceremonija i Jessejev otac također nauči neke osnovne istine o budizmu. Nakon što je završio svoj posao, lama Norbu zapadne u stanje duboke meditacije i umre. On razgovara s djecom na početku pokopa, naizgled s više razine, govoreći im da budu suosjećajni. Netom prije odjave prikazana su djeca kako razbacuju njegov pepeo.
Na samom kraju odjavne špice "jednim brzim potezom" je uništena mandala od pijeska koju su gradili tijekom filma.

## Tehnike snimanja
Za lokacije na Istoku upotrijebljena je crvena-narančasta boja, a za zapadne plavo-siva. Crveno-narančasta se u filmu prvi put pojavljuje u scenama leta Jesseja i njegovog oca u Butan.
Ta tehnika se kasnije koristi u retrospektivnim sekvencama gdje se prošlost isprepliće sa sadašnjošću, kad se troje djece, Jesse, Raju i Gita, nađu u istoj sceni s princom Siddhartom, u kojoj se princ bori protiv Mare i na kraju ga svlada.

## Produkcija
Retrospektivne scene Bude je napravio snimatelj Vittorio Storaro na formatu Todd-AO od 65 mm. Ostatak filma je snimljen na anamorfnom formatu Technovision od 35 mm.
Jeremy Thomas se prisjeća snimanja filma:
Postojalo je zanimanje za priču o Siddharti i što je budizam značio u zapadnjačkom društvu nakon protjerivanja s Tibeta. Bio je to vrlo ambiciozan film, pretežno sniman u Katmanduu i Butanu. Niste mogli opet snimati u Nepalu, nažalost, to se ne nalazi na kartama snimanja. I Butan, bio je užitak snimati film u Butanu... Ali poput mnogih stvari kad ih pogledate unazad, trudeći se promovirati film o budizmu kao epu, možda je to bio težak zadatak.
Thomas je razvio odnos s butanskim lamom Khyentseom Norbuom, savjetnikom i glumcem u filmu, koji mu je zatim pomogao oko drugih filmova kao što su Phörpa (1999.) i Putnici i čarobnjaci (2003.).
Uz Katmandu, snimanje se odvijalo i u nepalskom gradu Bhaktapuru.

## Tibetanske lame
Sogyal Rinpoche i Dzongsar Jamyang Khyentse Rinpoche - obojica tibetanski učitelji prepoznati kao reinkarnirani lame ili tulku - pojavljuju se u filmu. Sogyal Rinpoche glumi Khenpoa Tenzina i pojavljuje se u ranijim scenama filma, a Khyentse Rinpoche glumi abbu i pojavljuje se pretkraj filma, za meditacije lame Norbua. U kasnijem dokumentarcu o Khyentseu Rinpocheu Words of my Perfect Teacher raspravlja se njegovoj ulozi u filmu zajedno s kratkim intervjuom s Bertoluccijem.

## Prijem
Film je dobio podijeljene kritike i postigao osrednji uspjeh na kinoblagajnama. Bio je nominiran za jednu Zlatnu malinu u kategoriji najgore nove zvijezde (Chris Isaak).